# Kodjaari
Kodjaari est un village du département et la commune rurale de Madjoari, situé dans la province de la Kompienga et la région de l’Est au Burkina Faso.

## Géographie

### Situation et environnement
Kodjaari est situé à 22 km au Sud-Ouest de Madjoari, le chef-lieu du département, en contrebas de la chaîne de Gobnangou.

### Démographie
- En 2006, le village comptait 426 habitants recensés[1].

## Transports
Le village est traversé par la route nationale 19 et se trouve à environ 15 km au Nord de la frontière béninoise.

## Santé et éducation
Le centre de soins le plus proche de Kodjaari est le centre de santé et de promotion sociale (CSPS) de Tambarga.